# برگدورف
برگدورف (به آلمانی: Bergedorf) یک سکونتگاه مسکونی در آلمان است که در هامبورگ واقع شده‌است.

## خصوصیات
برگدورف ۱۱۸٬۹۴۲ نفر جمعیت دارد.